# ويل سنودون
ويل سنودون (بالإنجليزية: Will Snowdon)‏ هو لاعب كرة قدم بريطاني في مركز الدفاع، ولد في 7 يناير 1983 في كولشيستر في المملكة المتحدة. لعب مع بونيس يونايتد ونادي بارتيك ثيسل ونادي ليفينغستون.

## وصلات خارجية
- ويل سنودون على موقع قاعدة بيانات كرة القدم.إي يو (الإنجليزية)
- ويل سنودون على موقع قاعدة بيانات كرة القدم.إي يو (الإنجليزية)
- ويل سنودون على موقع Soccerbase.com (لاعب) (الإنجليزية)